# Snowboard-Juniorenweltmeisterschaften 2017
Die 21. FIS-Snowboard-Juniorenweltmeisterschaften fanden vom 18. bis 21. Februar 2017 in Klínovec, am 20. März 2017 in Laax und vom 29. März bis 1. April 2017 in Špindlerův Mlýn statt. Ausgetragen wurden Wettkämpfe im Parallelslalom, Parallel-Riesenslalom, Snowboardcross, Halfpipe, Slopestyle, Big Air und Snowboardcross Team.

## Medaillenspiegel
| Platz | Land               | Gold | Silber | Bronze | Gesamt |
| ----- | ------------------ | ---- | ------ | ------ | ------ |
| 1.    | Russland           | 4    | 4      | 0      | 8      |
| 2.    | Vereinigte Staaten | 2    | 3      | 1      | 6      |
| 2.    | Australien         | 2    | 0      | 2      | 4      |
| 4.    | Schweiz            | 2    | 0      | 1      | 3      |
| 5.    | Japan              | 1    | 3      | 0      | 4      |
| 6.    | Österreich         | 1    | 2      | 2      | 5      |
| 7.    | Frankreich         | 1    | 0      | 2      | 3      |
| 8.    | Südkorea           | 1    | 0      | 0      | 1      |
| 9.    | Deutschland        | 0    | 2      | 2      | 4      |
| 10.   | Finnland           | 0    | 0      | 2      | 2      |
| 11.   | Neuseeland         | 0    | 0      | 1      | 1      |
| 11.   | Italien            | 0    | 0      | 1      | 1      |
|       | Gesamt             | 14   | 14     | 14     | 42     |

## Ergebnisse Frauen

### Parallelslalom
| Platz | Land       | Sportlerin               |
| ----- | ---------- | ------------------------ |
| 1     | Österreich | Jemima Juritz            |
| 2     | Russland   | Marija Walowa            |
| 3     | Österreich | Daniela Ulbing           |
| 4     | Russland   | Polina Smolentsova       |
| 5     | Russland   | Milena Bykowa            |
| 6     | Italien    | Elisa Profanter          |
| 7     | Russland   | Anastassija Kurotschkina |
| 8     | Polen      | Julia Sitarz             |

Datum: 21. Februar 2017 in Klinovec

### Parallel-Riesenslalom
| Platz | Land       | Sportlerin               |
| ----- | ---------- | ------------------------ |
| 1     | Russland   | Milena Bykowa            |
| 2     | Österreich | Daniela Ulbing           |
| 3     | Schweiz    | Larissa Gasser           |
| 4     | Italien    | Elisa Profanter          |
| 5     | Russland   | Marija Walowa            |
| 6     | Kanada     | Kaylie Buck              |
| 7     | Österreich | Jemima Juritz            |
| 7     | Russland   | Anastassija Kurotschkina |

Datum: 20. Februar 2017 in Klinovec

### Snowboardcross
| Platz | Land        | Sportlerin                 |
| ----- | ----------- | -------------------------- |
| 1     | Russland    | Kristina Paul              |
| 2     | Deutschland | Jana Fischer               |
| 3     | Frankreich  | Julia Pereira de Sousa     |
| 4     | Russland    | Viktoria Bukevich          |
| 5     | Deutschland | Hanna Ihedioha             |
| 6     | Kanada      | Emilie-Kate Robinson-Leith |
| 7     | Frankreich  | Manon Petit                |
| 8     | Italien     | Caterina Carpano           |

Datum: 18. Februar 2017 in Klinovec

### Snowboardcross Team
| Platz | Land        | Sportlerin                         |
| ----- | ----------- | ---------------------------------- |
| 1     | Frankreich  | Manon Petit Julia Pereira de Sousa |
| 2     | Russland    | Kristina Paul Viktoria Bukevich    |
| 3     | Australien  | Emily Boyce Georgia Baff           |
| 4     | Deutschland | Jana Fischer Hanna Ihedioha        |

Datum: 19. Februar 2017 in Klinovec

### Halfpipe
| Platz | Land               | Sportlerin       |
| ----- | ------------------ | ---------------- |
| 1     | Schweiz            | Berenice Wicki   |
| 2     | Vereinigte Staaten | Anna Valentine   |
| 3     | Deutschland        | Leilani Ettel    |
| 4     | Vereinigte Staaten | Tessa Maud       |
| 5     | Vereinigte Staaten | Kirsten Webster  |
| 6     | Finnland           | Iina Puhakka     |
| 7     | Slowenien          | Kaja Verdnik     |
| 8     | Kanada             | Becca Ballantyne |

Datum: 20. März 2017 in Laax

### Slopestyle
| Platz | Land       | Sportlerin          |
| ----- | ---------- | ------------------- |
| 1     | Australien | Tess Coady          |
| 2     | Japan      | Reira Iwabuchi      |
| 3     | Finnland   | Elli Pikkujamsa     |
| 4     | Finnland   | Emmi Parkkisenniemi |
| 5     | Kanada     | Marguerite Sweeney  |
| 6     | Schweiz    | Ariane Burri        |
| 7     | Kanada     | Jasmine Baird       |
| 8     | Belgien    | Manon Suffys        |

Datum: 31. März 2017 in Spindleruv Mlyn

### Big Air
| Platz | Land               | Sportlerin            |
| ----- | ------------------ | --------------------- |
| 1     | Australien         | Tess Coady            |
| 2     | Japan              | Reira Iwabuchi        |
| 3     | Finnland           | Elli Pikkujamsa       |
| 4     | Chile              | Antonia Yanez         |
| 5     | Kanada             | Jasmine Baird         |
| 6     | Vereinigte Staaten | Ty Schnorrbusch       |
| 7     | Frankreich         | Thalie Larochaix      |
| 8     | Italien            | Margherita Meneghetti |

Datum: 1. April 2017 in Spindleruv Mlyn

## Ergebnisse Männer

### Parallel-Slalom
| Platz | Land        | Sportler           |
| ----- | ----------- | ------------------ |
| 1     | Russland    | Ilia Vitugow       |
| 2     | Russland    | Dmitri Loginow     |
| 3     | Italien     | Gabriel Messner    |
| 4     | Italien     | Marc Hofer         |
| 5     | Russland    | Dmitri Sarsembajew |
| 6     | Österreich  | Arvid Auner        |
| 7     | Deutschland | Elias Huber        |
| 8     | Südkorea    | Cho Wan-Hee        |

Datum: 21. Februar 2017 in Klinovec

### Parallel-Riesenslalom
| Platz | Land        | Sportler                  |
| ----- | ----------- | ------------------------- |
| 1     | Russland    | Dmitri Sarsembajew        |
| 2     | Russland    | Dmitri Loginow            |
| 3     | Österreich  | Arvid Auner               |
| 4     | Italien     | Gabriel Messner           |
| 5     | Italien     | Marc Hofer                |
| 6     | Deutschland | Elias Huber               |
| 7     | Deutschland | Ole-Mikkel Prantl         |
| 8     | Kanada      | Richard Riley Kilmer-Choi |

Datum: 20. Februar 2017 in Klinovec

### Snowboardcross
| Platz | Land        | Sportler         |
| ----- | ----------- | ---------------- |
| 1     | Schweiz     | Kalle Koblet     |
| 2     | Österreich  | David Pickl      |
| 3     | Deutschland | Leon Beckhaus    |
| 4     | Russland    | Andrei Anissimow |
| 5     | Frankreich  | Merlin Surget    |
| 6     | Österreich  | Andreas Kroh     |
| 7     | Kanada      | Éliot Grondin    |
| 8     | Kanada      | Evan Bichon      |

Datum: 18. Februar 2017 in Klinovec

### Snowboardcross Team
| Platz | Land               | Sportler                              |
| ----- | ------------------ | ------------------------------------- |
| 1     | Vereinigte Staaten | Jake Vedder Senna Leith               |
| 2     | Deutschland        | Leon Beckhaus Sebastian Pietrzykowski |
| 3     | Australien         | Adam Lambert Angus Pennington         |
| 4     | Schweiz            | Gabriel Zweifel Kalle Koblet          |

Datum: 19. Februar 2017 in Klinovec

### Halfpipe
| Platz | Land               | Sportler          |
| ----- | ------------------ | ----------------- |
| 1     | Südkorea           | Cho Hyeon-Min     |
| 2     | Vereinigte Staaten | Toby Miller       |
| 3     | Vereinigte Staaten | Chase Blackwell   |
| 4     | Schweiz            | Elias Allenspach  |
| 5     | Frankreich         | Liam Tourki       |
| 6     | Russland           | Victor Ivanov     |
| 7     | Deutschland        | Christoph Lechner |
| 8     | Schweiz            | Marco Hauri       |

Datum: 20. März 2017 in Laax

### Slopestyle
| Platz | Land               | Sportler        |
| ----- | ------------------ | --------------- |
| 1     | Vereinigte Staaten | Chris Corning   |
| 2     | Vereinigte Staaten | Judd Henkes     |
| 3     | Neuseeland         | Tiarn Collins   |
| 4     | Japan              | Yutaro Miyazawa |
| 5     | Japan              | Yuri Okubo      |
| 6     | Vereinigte Staaten | Keegan Hosefros |
| 7     | Kanada             | Carter Jarvis   |
| 8     | Vereinigte Staaten | Luke Winkelmann |

Datum: 31. März 2017 in Spindleruv Mlyn

### Big Air
| Platz | Land       | Sportler        |
| ----- | ---------- | --------------- |
| 1     | Japan      | Yuri Okubo      |
| 2     | Japan      | Yutaro Miyazawa |
| 3     | Frankreich | Enzo Valax      |
| 4     | Neuseeland | Tiarn Collins   |
| 5     | Kanada     | William Buffey  |
| 6     | Belgien    | Dennis Hoeij    |
| 7     | Italien    | Nicola Liviero  |
| 8     | Schweiz    | Elias Rupp      |

Datum: 1. April 2017 in Spindleruv Mlyn